# Canadian-American Records
La Canadian-American Records è una casa discografica canado-statunitense, attiva dal 1957.

## Storia
La Canadian-American Records fu fondata nel 1957 da Leonard Zimmer. Ed è basata a Winnipeg, in Manitoba (Canada) e a New York City, nello Stato di New York (Stati Uniti).
Gli artisti più popolari per l'etichetta sono stati il duo Santo & Johnny, Don Costa, la cantante Linda Scott e, negli anni settanta, il supergruppo progressive rock inglese Emerson, Lake & Palmer.
L'etichetta ha sede a Lititz, in Pennsylvania. In Italia è stata acquistata dalla Bluebell.